# روز حساب
رستاخیز یا روز حساب یا داوری پایانی، قضاوت نهایی (به انگلیسی: Last Judgment) که در عربی یوم‌الدین و یوم‌القیامه هم نامیده می‌شود، اما اغلب روز قیامت بین توده مردم ایران نام برده می شود، باوری اساسی از ادیان ابراهیمی است که بر اساس آن خداوند در روز معینی به حساب تمامی مخلوقات رسیدگی می‌کند. در زبان فارسی نام اصیل آن همان روز حساب یا حسابان است. بنابر بسیاری از روایات مخصوصاً در میان مسلمانان شیعه گفته شده که در این برهه که حتی شاید از لحاظ ابعاد مکانی و زمانی با فیزیک دنیوی همانند نباشد و نیز یک روز عادی ۲۴ ساعته، هر یک از اعضای بدن انسانها به‌انگاره‌ای عقل سلیم پیدا کرده و ناطق می شوند! و نزد فرشتگان حسابرس اقرار به اعتراف گناهان فرد می کنند! به عنوان مثال چشم‌ها به چشم‌چرانی و نگاه هوس باز به جنس مخالف توسط فرد مورد محکمه اقرار می کنند و یا مغز انسان به تمسخر دیگران، تهمت، توهین و ... اعتراف می کند! البته علاوه بر گناهان، اندام های بدن به استفاده های درست، منزّه و پاکدامنی و تقوای فرد نیز اشاره می کنند تا شاید فشار قبر و جهنم بر وی لغو گردد.

## در مصر باستان
در باور مصریان باستان، روز داوری در هنگامهٔ پس از مرگ و پس از مومیایی شدن، با گواهی و اعتراف به پاکی از سوی شخص مرده در حضور اوزیریس و سایر خدایان، اتفاق می‌افتد. کسی که به نیکی اثبات شده، به زندگی پس از مرگ می‌رفت و کسی که در اثبات بی‌گناهی ناتوان می‌بود، خوراک درندگانی با نیم‌تنه تمساح و نیم دیگر شیر می‌شد.

## در دین زرتشت
در آئین زرتشت و بنا بر گات‌ها، در هزارهٔ سوم یا پایان جهان، نجات‌دهنده‌ای به نام سوشیانت ظهور می‌کند و خوبی و شادی در جهان حکم‌فرما می‌گردد. سپس مردگان زنده می‌شوند، بدکاران نابود و نیکوکاران به زندگی جاودانی می‌رسند.

## در یهودیت
در یهودیت، اعتقادات مختلفی دربارهٔ روز حساب وجود دارد. برخی معتقدند که بعد از برانگیخته شدن مردگان، چنین روزی وجود دارد. برخی هم معتقدند که روز حساب بلافاصله پس از مرگ هر فرد، اتفاق می‌افتد. دسته سومی هم هستند که بر این باورند روز حساب مربوط به غیر یهودیان است.این باور را بیشتر یهودیان راست افراطی و محافظه‌کار دارند. 

## در مسیحیت

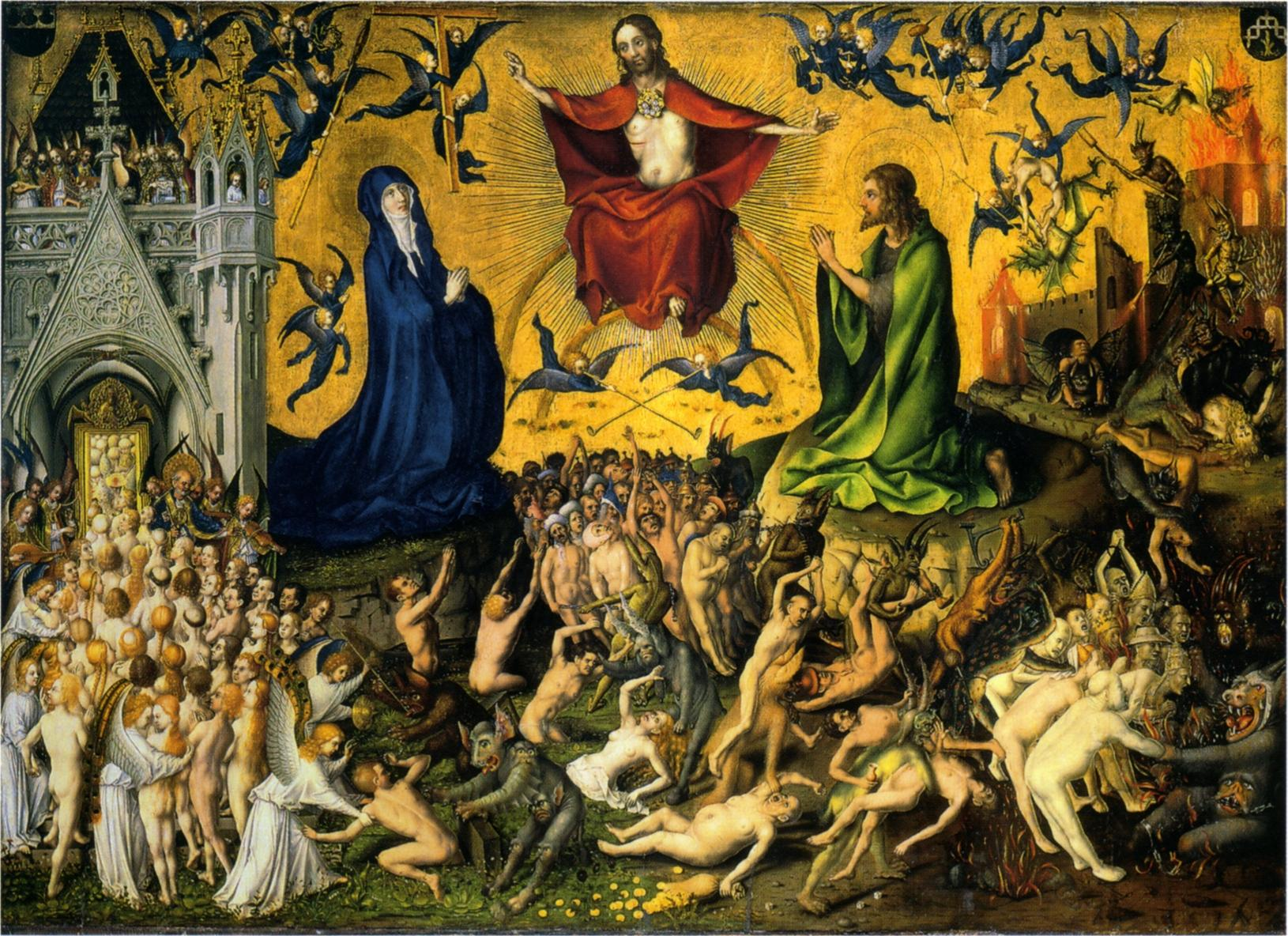
داوری پایانی اثر استفان لوچنِر قرن ۱۵

تعریف رستاخیز در مسیحیت و به ویژه در بین کاتولیک‌ها به همان معنای زنده شدن مردگان آمده. ولی از نظر منابع در کتاب مقدس و انجیل، یکی در انجیل متی باب ۲۵ به روشنی به رستاخیز نهایی اشاره شده و دیگری در کتاب مکاشفه (بخش پایانی انجیل) باب ۲۰ تعریف شده‌ است.
«آنگاه تخت بزرگ سفیدی دیدم. بر آن کسی نشسته بود که زمین و آسمان از وی گریختند؛۱۲سپس مردگان را دیدم که از بزرگ و کوچک (برخاسته) در برابر خدا ایستاده‌اند. دفترها باز شد و مردگان طبق آن محاکمه شدند۱۳بنابراین دریا و زمین و قبرها، مردگانی که در خود داشتند تحویل دادند تا مطابق اعمالشان محاکمه شوند.۱۴» کتاب مکاشفه- عهد جدید: باب ۲۰ و آیات ۱۱ الی ۱۴

## در اسلام
آنچه از قرآن در وصف روز قیامت به دست می‌آید این است که روز قیامت روزی است که هیچ سبب و واسطه‌ای بین خدا و مردم حجاب و مانع نمی‌شود و در این روز همه حسابشان بهشان نشان داده خواهد شد و مردگان زنده می‌شوند، خدا به حساب مردم رسیدگی می‌کند و نیکوکاران به زندگی جاودان(بهشت) می‌روند و انسان‌های ظالم به عذاب ابدی(جهنم) یا همان دوزخ می‌روند در یکی از آیات به موضوع پایان دنیا و بازگشتن آسمان به حالت اول اشاره شده‌ است:
«روزی که آسمان را همچون در پیچیدن صفحه نامه‌ها در می‌پیچیم. همان گونه که بار نخست آفرینش را آغاز کردیم، دوباره آن را بازمی‌گردانیم. وعده‌ای است بر عهده ما، که ما انجام دهنده آنیم.»
قیامت در آئین اسلام انواعی را دارد. به طور کلی مفهوم قیامت در این آئین بر دو شکل است. یکی از شکل های آن، قیامت کبری می باشد. شکل دیگر قیامت در اسلام قیامت صغری نامیده می گردد. قیامت صغری «فاصله زمانی بین مرگ تا قیامت کبری» است. برخی از متکلمان، با استناد به این حدیث نبوی اذا مات الانسان قامت قیامته؛ هروقت انسانی بمیرد قیامتش بر پا می‌شود. معتقدند برای هر انسانی دو قیامت وجود دارد: قیامت صغری و قیامت کبری. قیامت صغرای هر شخص با مرگ او شروع می‌شود و تا زمان برپایی قیامت کبری ادامه دارد. در برخی از کتاب‌های اعتقادی نیز از تعبیر «قیامت صغری» به جای «برزخ» استفاده شده است. مرتضی مطهری با استناد به آیات ۹۹ و ۱۰۰ سوره مؤمنون بر این باور است که قرآن از زندگی پس از مرگ تا قیامت کبری با کلمه برزخ تعبیر کرده است. طبق آیات قرآن، زمان قیامت کبری نامشخص است و فقط خداوند از آن خبر دارد. فیض کاشانی می‌گوید با مرگ همه انسان‌ها، قیامت صغری به پایان می‌رسد و قیامت کبری آغاز می‌گردد؛ ولی اینکه چه زمانی همه انسان‌ها می‌میرند، تنها خدا می‌داند. براساس روایات اسلامی، قیامت صغری مخصوص انسان‌ها است؛ ولی در قیامت کبری، همه موجودات حاضر خواهند بود. در برخی از روایات و کتب شیعی، از «رجعت» به قیامت صغری تعبیر شده است. در اصطلاح عرفان اسلامی نیز به «مرگ اختیاری»، قیامت صغری گفته می‌شود.

## جستارهای پیوسته
- معاد در اسلام
- روز قیامت در اسلام
- سوره قیامت (قرآن)